# Varronia acuta
Varronia acuta är en strävbladig växtart som först beskrevs av Henri François Pittier, och fick sitt nu gällande namn av A. Borhidi. Varronia acuta ingår i släktet Varronia och familjen strävbladiga växter. Inga underarter finns listade i Catalogue of Life.